# Финал Кубка Швеции по футболу 1943
Финал Кубка Швеции по футболу 1943 — финальный матч 3-го розыгрыша Кубка Швеции по футболу, который состоялся 3 октября 1943 года на стадионе «Росунда» в Стокгольме. Встреча завершилась нулевой ничьей, в результате чего была назначена переигровка, которая была сыграна 14 ноября 1943 года на стадионе «Идроттспарк» в Норрчёпинге.

## Путь к финалу
| АИК       | АИК        | Стадия     | Норрчёпинг | Норрчёпинг |
| --------- | ---------- | ---------- | ---------- | ---------- |
| Соперник  | Результат  | Раунд      | Соперник   | Результат  |
| Сандвикен | 3:2        | 2-й раунд  | Юргорден   | 3:1        |
| Юсне      | 4:2 (д.в.) | 1/4 финала | ГАИС       | 3:0        |
| Эльфборг  | 4:2 (д.в.) | 1/2 финала | Карлскуга  | 8:1        |

## Отчёт о матчах

### Первый матч
| АИК | 0:0      | Норрчёпинг |
| --- | -------- | ---------- |
|     | Протокол |            |

### Переигровка
| Норрчёпинг | 5:2      | АИК |
| ---------- | -------- | --- |
|            | Протокол |     |